# Ri (jednostka miary)
Ri (jap. 里) – dawna, japońska jednostka długości. Wynosi około 3,927 km
1 ri = 36 chō